# Fagner Conserva Lemos
Fagner Conserva Lemos eller bare Fagner (født 11. juni 1989 i São Paulo, Brasilien), er en brasiliansk fodboldspiller (højre back). Han spiller for Corinthians i den brasilianske Serie A, som han har været tilknyttet siden 2014. Tidligere har han repræsenteret Vasco da Gama, Vitória, PSV Eindhoven og VfL Wolfsburg.

## Landshold
Fagner har (pr. maj 2018) spillet fire kampe for Brasiliens landshold. Han debuterede for holdet 26. januar 2017 i en venskabskamp mod Colombia. Han var en del af den brasilianske trup til VM 2018 i Rusland.